# Мелодрама
Мелодра́ма (грец. mélos — пісня, drama — дія) — у XVII–XVIII ст. у Франції й Італії — жанр художньої літератури, театрального мистецтва і кінематографу, твори якого розкривають духовний і чуттєвий світ героїв в особливо яскравих емоційних обставинах на основі контрастів: добро і зло, любов і ненависть тощо. Також супроводжується трагічними сценами, здебільшого закінчується хепі-ендом.
- Із середини XVIII ст. — драматичний твір, у якому діалоги та монологи дійових осіб супроводжувалися музикою («Пігмаліон» Ж.-Ж. Руссо, 1762; «Орфей» Є. Фоміна, текст Я. Княжніна, 1792 та інші).

- Різновидність європейської драми XIX ст., характерними рисами якої були: відверта морально-дидактична тенденція, гіперболізоване зображення пристрастей («сльозливість»), прямолінійний поділ героїв на «добрих» і «злих». Як жанр драматургії бере початок в міщанській драмі. Особливої популярності набула в часи французької революції 1789–94, суперечливо відобразивши потяг мас до мистецтва та їхню ідейну й естетичну незрілість.

Починаючи з ранніх робіт Й. Ґете і Ф. Шіллера, мелодрама широко популяризувалася у Франції; першою мелодрамою в Англії була «Історія таємниці» 1802 у вільному перекладі Т. Холкрофта. Мелодрами часто виконувалися на фоні гористих пейзажів чи зруйнованих замків. У Росії мелодрама з'явилась у 1820-х роках, проймалася монархічними тенденціями (п'єси Н. Кукольника, М. Полевого).
В українській літературі XIX ст. побутово-етнографічні мелодрами писали Іван Гушалевич («Підгоряни»), С. Воробкевич («Гнат Приблуда»), Олекса Суходольський («Помста, або Загублена доля») та багато інших. Елементи мелодрами наявні й в деяких п'єсах Михайла Старицького («Циганка Аза») та Марка Кропивницького («Дай серцю волю, заведе в неволю»).
За поверховість характерів і змісту мелодраму критикували Г.-Е. Лессінг, М. Гоголь, М. Щепкін, І. Франко, І. Карпенко-Карий, П. Саксаганський. У сучасній критиці мелодрамою називають недосконалі п'єси, в яких глибина драматичних конфліктів підмінюється зіткненням банальних пристрастей.
У сучасному кінематографі так називають фільми та серіали, в яких ідеться про стосунки між людьми, кохання. Наприклад, мелодраматичними можна вважати українські серіали Янгол-охоронець, Зцілення коханням.